# Burg Kreuzenstein
Die Burg Kreuzenstein ist eine Schau- bzw. Museumsburg in der Marktgemeinde Leobendorf im Bezirk Korneuburg in Niederösterreich.
Die ursprünglich mittelalterliche Burganlage wurde im Zuge des Dreißigjährigen Krieges zerstört und anschließend als Baumaterial großteils abgetragen. Unter Graf Johann Nepomuk Wilczek erfolgte von 1874 bis 1906 ein Wiederaufbau der Burg als Museum für seine umfangreichen Kunstsammlungen. Die so entstandene Schauburg ist heute, ergänzt durch zahlreiche wiederverwendete mittelalterliche Bauteile und nach teilweiser Beseitigung der Brandschäden von 1915 und der Kriegsschäden von 1945, ein beliebtes Tourismusziel nördlich von Wien.

## Lage
Die Höhenburg liegt nördlich der Donau auf einer Anhöhe des Rohrwaldes, direkt nördlich über der Ortschaft Leobendorf sowie gleichzeitig zwischen den Städten Korneuburg und Stockerau. Die Seehöhe beträgt 266 m ü. A., die Höhe über der Donau etwa 100 m.
Der Burgberg steht unweit des Donauknies bei der Korneuburger Pforte, sodass er einen weiten Blick auf den Stromverlauf und das vorgelagerte Korneuburger Becken ermöglicht. Etwa gegenüber, am Südufer der Donau, liegt die Burg Greifenstein.

## Geschichte

### Die mittelalterliche Burg der Habsburger

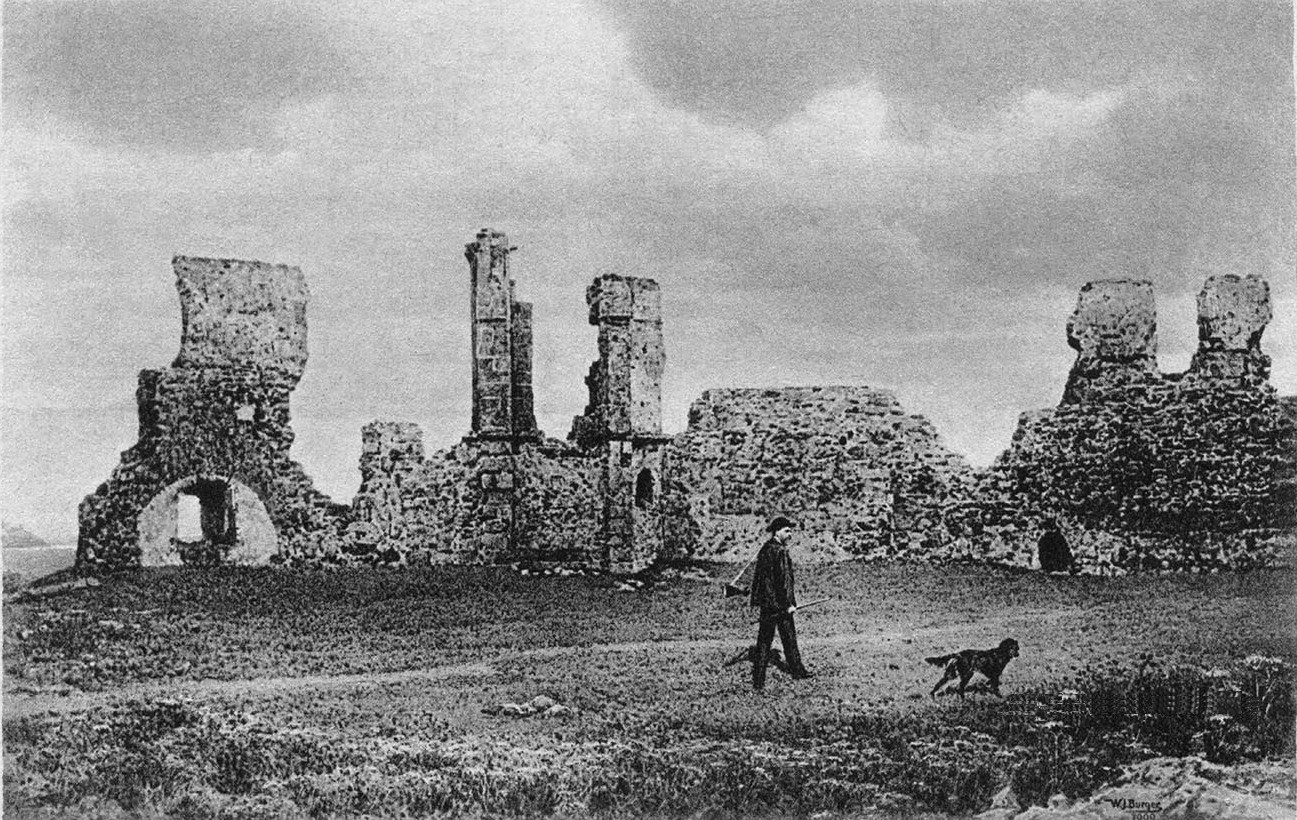
Burgruine Kreuzenstein, 1868

Die Ursprünge der Burg Kreuzenstein gehen wie die der meisten Burgen in Niederösterreich auf das 12. Jahrhundert zurück. Von den Formbachern erbaut, kam sie durch Heirat in den Besitz der Grafen von Wasserburg. Über Ottokar II. von Böhmen gelangte die Burg 1278 in den Besitz der Habsburger.
Der unter dem Vorwand des Aufruhrs in Nikolsburg (Mähren) verhaftete Täuferprediger Balthasar Hubmaier wurde im Juli 1527 auf die Burg Kreuzenstein überstellt und dort verhört. Da er einen Widerruf ausschlug, wurde er zum Tode verurteilt und am 10. März 1528 in Wien verbrannt.
Bis zum Dreißigjährigen Krieg im Jahr 1645 war die ursprüngliche Burg Kreuzenstein nie erobert worden. Als die Schweden aber in der Endphase des Krieges weite Teile Niederösterreichs besetzten und bis vor Wien vorrückten, erging am 4. April 1645 an Oberst Lukas Spicker, den Kommandanten der Burg Kreuzenstein und der Festung Korneuburg, die Aufforderung, beide wehrhaften Plätze zu übergeben. Angesichts der geringen Anzahl an Truppen, die ihm zur Verfügung standen, kam Spicker der Forderung umgehend nach und übergab Burg und Stadt bereits am 5. April kampflos den von Feldmarschall Lennart Torstensson kommandierten schwedischen Truppen. Als sich die schwedische Hauptstreitmacht Ende September 1645 nach Mähren zurückzuziehen begann, ordnete Torstensson die Sprengung der Burg Kreuzenstein an, die an drei – manche Quellen sprechen auch von vier – Stellen ausgeführt wurde. Danach war die Burg nur mehr eine Ruine, deren Mauerreste den Bauern der Umgebung als Bezugsquelle von Material bei Bauvorhaben dienten.

### Der Wiederaufbau unter den Grafen von Wilczek
Die Burgruine kam im 18. Jahrhundert in den Besitz der Grafen Wilczek, die durch ihre Kohlengruben in Schlesien ein großes Vermögen erworben hatten. Der als Polarforscher bekannt gewordene Graf Johann Nepomuk Wilczek begann ab 1874, an derselben Stelle schrittweise eine Schauburg aufzubauen, die zwar im Aussehen keineswegs der ehemaligen Burg entspricht („romanisch-gotische Musterburg“), aber die vorhandenen Reste der mittelalterlichen Burg (vor allem Teile der Ringmauer, Rumpf des Ostturmes und Teile der Kapelle) in die Gestaltung einbezieht. Mit etwas geübtem Blick sind die mittelalterlichen Baureste von dem Mauerwerk der Bauteile des 19. Jahrhunderts gut unterscheidbar. Die Bauleitung hatte bis zu seinem Tod 1895 der Architekt Carl Gangolf Kayser inne, danach dessen Nachfolger Humbert Walcher von Molthein und der Künstler Egon Rheinberger. Als Mitarbeiter Walcher von Moltheins war 1904/05 auch Fritz von Herzmanovsky-Orlando auf der Burg tätig. Unter der Kapelle wurde eine Familiengruft errichtet. Auch Wilczek selbst hat hier seine letzte Ruhestätte gefunden. Die gesamte Burg wurde zum einen aus bzw. auf den Resten der mittelalterlichen Burg, zum anderen aus einer Vielzahl originaler Bauteile – sogenannter Spolien – errichtet, die Wilczek aus ganz Europa zusammengetragen hatte. Die größte zusammenhängende dieser Spolien ist der sogenannte Kaschauer Gang ― der den Burghof überspannende Maßwerk-Arkadengang entstand um 1450 und bildete ursprünglich die Westempore des Doms im slowakischen Košice (deutsch: Kaschau). 1895, während der Renovierung des Doms, konnte Graf Wilczek die Originalsteine günstig erwerben ― im Dom selbst befindet sich heute eine fast identische Rekonstruktion. Aus dem ehemaligen Renaissanceschloss Göllersdorf wiederum stammt die Wendeltreppe von 1555, die die Burg durchgängig vom Hof bis unters Dach erschließt. Zudem wurde Burg Kreuzenstein mit einer großen Sammlung mittelalterlicher Einrichtungsgegenstände und Artefakte ausgestattet, z. B. mit einer der ältesten erhaltenen mittelalterlichen Steinschleudern, die aus der Festung Hohensalzburg angekauft wurde. Die Arbeiten dauerten 30 Jahre – bei der offiziellen Neueröffnung am 6. Juni 1906 war unter anderem der deutsche Kaiser Wilhelm II. anwesend. 1915 brannten nach einem Blitzschlag der Archiv- und Bibliothekstrakt teilweise aus.

### Die Burg Kreuzenstein heute

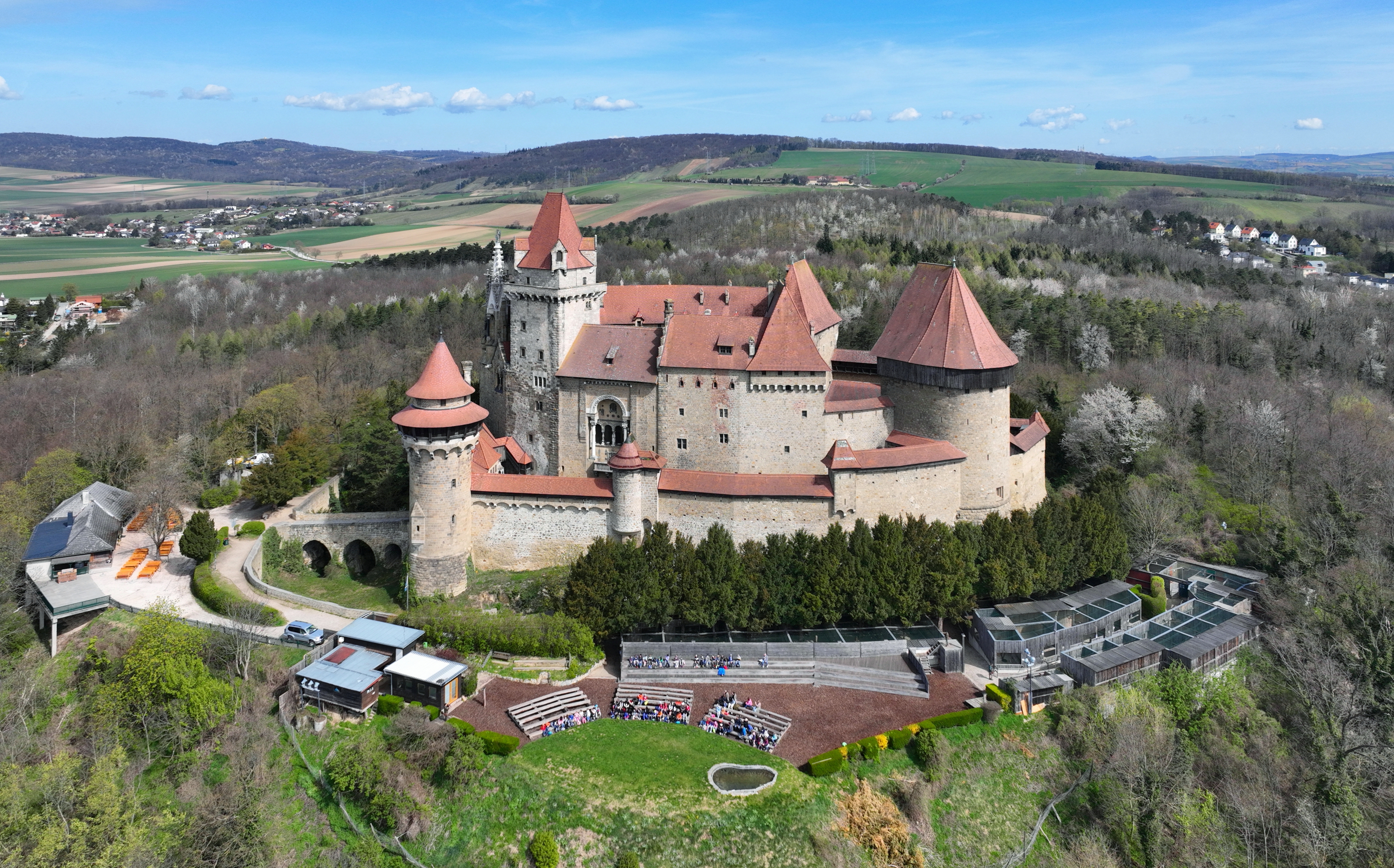
Burg von Süden mit der Falknerei „Adlerwarte Kreuzenstein“ davor und links die Schlosstaverne

Bei den Kampfhandlungen im Jahr 1945 zwischen der deutschen Wehrmacht und der Roten Armee wurde ein Teil der Räume stark beschädigt, viele Stücke der Sammlung wurden gestohlen. Von den Handschriften der Sammlung Wilczek befinden sich etliche inzwischen in der Österreichischen Nationalbibliothek.
Heute ist die Burg, die sich noch immer im Besitz der Familie Wilczek befindet, ein beliebtes Ausflugsziel im Wiener Umland und als Museum zu besichtigen. Ende Juni fand jedes Jahr die klassische Burgserenade direkt im Burghof statt. Auf Wunsch des Burgherrn gibt es diese jedoch nicht mehr. Außerdem befinden sich am Hügel die Adlerwarte Kreuzenstein, die auch öffentliche Greifvogelschauen veranstaltet, und die neu gestaltete Burgtaverne Kreuzenstein, die von 2013 bis 2019 eine mittelalterliche Schenke wiederaufleben ließ.

## Architektur

### Außenbeschreibung
Die Burg Kreuzenstein ist ein neuromantischer, als „Musterburg“ gedachter Bau, der über dem Grundriss der mittelalterlichen Burg ringförmig um einen Hof angelegt wurde. Er weist unterschiedlich hohe Türme, Wohngebäude, einen Burggraben und eine Wehrmauer auf. Die Burg ist in ihrer Wirkung durch die unterschiedlich hohen Trakte sowie die zahlreichen Türme mit Walmdächern bestimmt. Die Burg wurde durchgehend steinsichtig errichtet, teilweise lässt sich auch das wiederverwendete Baumaterial aus dem Mittelalter wiedererkennen. Die Westfront der Burg ist schmal gebaut und weist einen polygonalen Nordwest-Turm auf. Daran schließt die Giebelfront der Kapelle mit Maßwerkfenstern an. Darunter befindet sich ein Kruzifix aus der Zeit um 1520. Seitlich befindet sich ein polygonaler Glockenturm, der mit Krabben und Fialen verziert ist. Auf der Spitze des Glockenturmes steht eine Bronzefigur des heiligen Michaels aus dem 16. Jahrhundert. Die Flügel, das Schwert und der Schild wurden im 19. Jahrhundert ergänzt.
Der westliche Zugang verläuft über eine hohe gemauerte Bogenbrücke sowie eine Zugbrücke zum Torhaus. Das Torhaus ist mit einem Pecherker versehen. Daran anschließend befindet sich der Zwinger.

## Die Burg als Filmkulisse

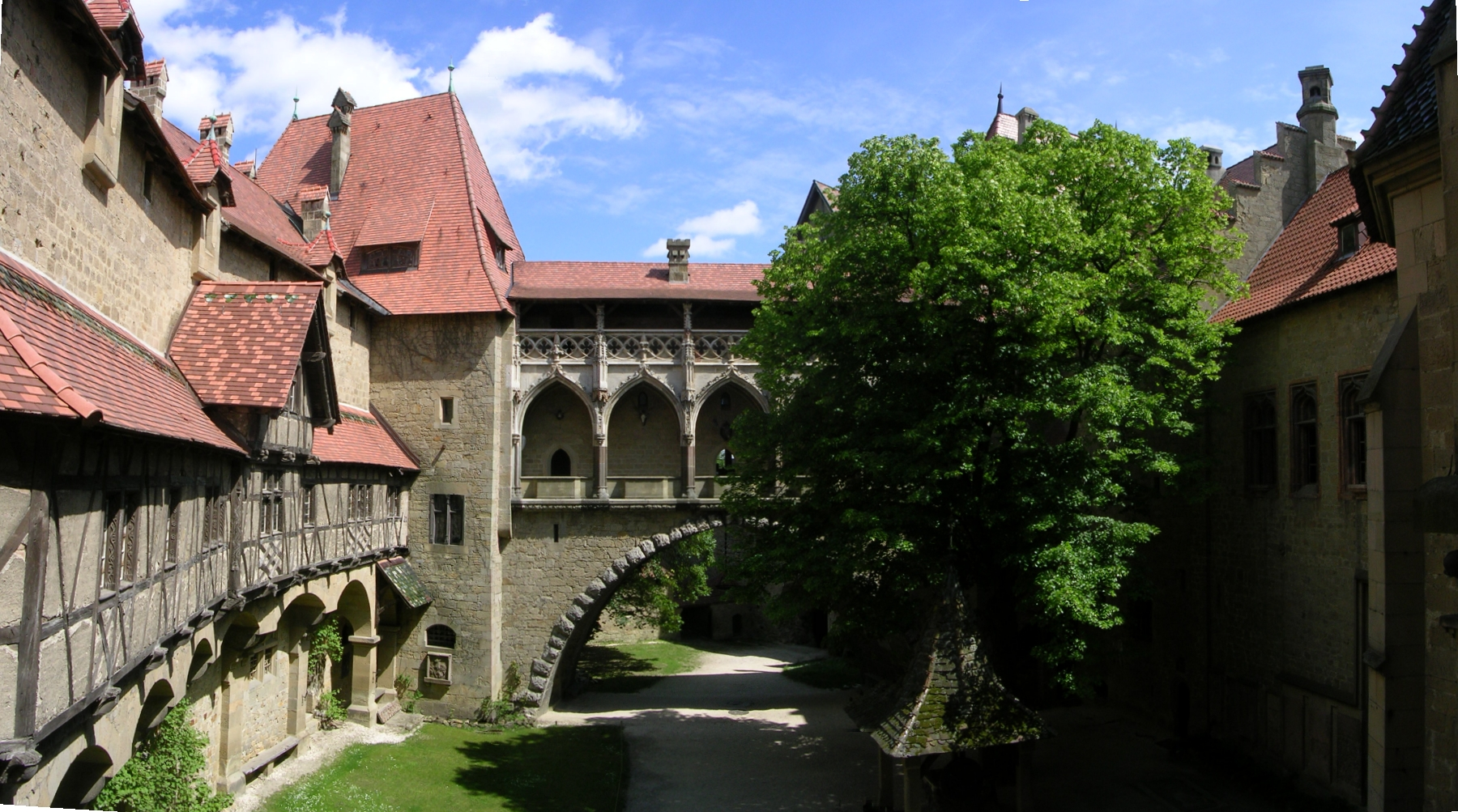
Blick in den Burghof

Die Tatsache, dass Kreuzenstein eine sogenannte Schauburg ist, hat immer wieder Filmemacher auf dieses Kleinod aufmerksam gemacht. Auf Kreuzenstein wurden und werden bereits seit über 100 Jahren Filme und TV-Serien produziert.
Eines der frühesten Beispiele ist Das Mirakel, 1912 von Max Reinhardt teilweise hier realisiert – als einer der ersten Filme überhaupt an realen Schauplätzen und nicht ausschließlich im Studio gedreht. Im selben Jahr entstand auch der kurze Dokumentarfilm Die Burg Kreuzenstein bei Wien des österreichischen Filmpioniers Sascha Kolowrat. Weitere Stummfilme folgten: 1917 Der König amüsiert sich von Jakob Fleck und Luise Kolm, 1920 Das tapfere Schneiderlein von Rudolf Walter, 1921 Gevatter Tod von Heinz Hanus, 1922 Asmodi, der hinkende Teufel von Albert Heine, 1924 Jiskor von Sidney M. Goldin und 1925 Die zweite Mutter von Heinrich Bolten-Baeckers.
Auch im Tonfilm blieb Kreuzenstein ein beliebter Drehort. Der österreichische Regisseur Willi Forst drehte 1956 hier einige Szenen seines Heimatfilms Kaiserjäger, gleichermaßen Franz Antel 1957 Vier Mädels aus der Wachau, Michael Curtiz 1960 Prinzessin Olympia (nach Olympia von Ferenc Molnar), Kurt Hoffmann 1967 die Mittelalter-Episode seiner Fantasy-SF-Komödie Herrliche Zeiten im Spessart, sowie Adrian Hoven ebenfalls 1967 den Horrorfilm Im Schloß der blutigen Begierde.
In den 1970ern folgten weitere Horrorfilme – z. B. der italienische Horrorfilm Baron Blood von Mario Bava (1972) und die deutschen Vampirkomödien Gebissen wird nur nachts – das Happening der Vampire von Freddie Francis (1970) und Lady Dracula von Franz Josef Gottlieb (1975/78) – sowie der Softpornostreifen Die Stoßburg – Wenn nachts die Keuschheitsgürtel klappern von Franz Marischka.
1979 wurden Teile des Films Das Geheimnis der eisernen Maske (mit Beau Bridges, Rex Harrison, Sylvia Kristel) auf der Burg produziert. Ebenfalls 1979 diente Kreuzenstein als Kulisse für die titelgebende Burg Zenda in Der Gefangene von Zenda mit Peter Sellers. 1985 entstand hier die Vampir-Episode der deutschen Komödie Die Einsteiger mit Thomas Gottschalk und Mike Krüger. 1986 war die Burg einer der Schauplätze der Historien-Serie Peter der Große mit Maximilian Schell in der Titelrolle. Auch der Disney-Film Die drei Musketiere (1993) wurde teilweise auf der Burg gedreht.
2004 wurde ein Teil des Films Shadow of the Sword – Der Henker hier gedreht und 2006 eine Musik-DVD der deutschen Gregorianik-Pop-Gruppe Gregorian aufgenommen. Auch zwei Tom-Turbo-Folgen (2003/2006) hatten die Burg als Schauplatz. 2008 wurde die Burg Kreuzenstein erneut als Filmkulisse für die 2011 erschienene amerikanische Produktion Der letzte Tempelritter mit Nicolas Cage genutzt.
In dem deutsch-kanadischen mehrteiligen Fernsehfilm Die Säulen der Erde diente Ken Folletts gleichnamiger Roman als Vorlage und die Burg als Kulisse. Mit Rufus Sewell, Matthew Macfadyen, Ian McShane in den Haupt- und Donald Sutherland in einer Nebenrolle begannen 2009 hier die Dreharbeiten. Auch die Fortsetzungsserie Die Tore der Welt (2012) entstand erneut teilweise auf Kreuzenstein.
2014 fungierte Burg Kreuzenstein für den amerikanischen Fernsehsender ABC als Kulisse für die Reality-Show The Quest.
2015 wurden Teile des ORF/ZDF-Fernsehfilms Maximilian – Das Spiel von Macht und Liebe und Anfang 2017 Teile des Kinderfilmes Hexe Lilli rettet Weihnachten auf der Burg gedreht.
2019 wurden einige Szenen der Netflix-Serie The Witcher dort gedreht und 2023 für die Disney+-Serie Shardlake.